# アドマイヤオーラ
アドマイヤオーラ（欧字名:Admire Aura、2004年2月19日 - 2015年3月3日）は、日本の競走馬、種牡馬。主な勝ち鞍は2007年のシンザン記念、弥生賞、2008年の京都記念。
馬名の意味は、冠名＋霊的エネルギー、独特の雰囲気。

## 戦績

### 2歳
2006年11月4日、鞍上に武豊を迎え、先行してデビュー勝ちを収める。
続いて中京2歳ステークスに向かうが、中団追走から直線鋭い末脚を繰り出すもダイワスカーレットに半馬身差及ばず2着に敗れる。

### 3歳
2007年の緒戦は重賞初挑戦となったシンザン記念。主戦騎手の武豊が、前年12月に開催された香港競馬での騎手招待競走のアクシデントで騎乗停止処分を受けていたため、半兄アドマイヤジャパンに騎乗経験のある岩田康誠に乗り替わった。前走で先着を許したダイワスカーレット、前年の朝日杯フューチュリティステークスで好走したローレルゲレイロに次ぐ3番人気での出走となったが、今度はダイワスカーレットを完璧に差し切り重賞初制覇を挙げる。
続いて皐月賞トライアルの弥生賞に出走すると、道中は中団に控え直線で早めに先頭に立ち、外からココナッツパンチが迫るともう一度伸びて完勝。断然の1番人気に応え重賞2勝目を挙げるとともに、皐月賞の優先出走権を得た。続く皐月賞では無敗のフサイチホウオーを押さえて一番人気に支持されたが、レースはフサイチホウオーをアドマイヤオーラがマークする形で2頭が後方に控えるという展開になり、互いに牽制(けんせい)し合っている間にレース途中でハナを奪ったヴィクトリーらに逃げ切られ4着と敗戦した。レース後、武豊は「位置取りが悪くなってしまった」と語った。
東京優駿（日本ダービー）1週間前に鞍上が武豊から岩田康誠に急遽変更された。レースでは、中団から鋭く伸びはしたものの、先に抜け出したウオッカ、そして逃げて粘るアサクサキングスを捕らえることができず3着に敗れた。後日レース中に左後肢を骨折していたことが判明し療養に入った。
骨折は軽度のもので、10月26日に帰厩し、12月8日の鳴尾記念で実戦復帰を果たす。復帰戦は同馬主のアドマイヤフジと同着の3着に入った。

### 4歳
2008年は京都金杯から始動。1番人気に支持されたが2着に敗れた。しかし、続く京都記念では、中団から直線で鋭く伸び復帰後初勝利を重賞勝利で飾り、レース後の2月28日にドバイデューティーフリーへの追加選出馬となったことが発表された。同じくドバイデューティーフリーの選出馬となり遠征するウオッカら3頭と共に3月15日に出国し、3月29日にレースが行われた。レースでは、馬群に囲まれ後方からのレースとなり、そのまま抜け出せず9着だった。レース後は遠征馬3頭と共に4月3日に関西国際空港に到着し、三木ホースランドパークで輸入検疫を受ける。当初はクイーンエリザベス2世カップへの出走も視野に入れられていたが回避した。そして5月31日の金鯱賞に出走、1番人気に支持されたが、道悪の影響もあって直線伸びきれず6着に敗れた。6月12日には第49回宝塚記念ファン投票の最終結果で9位となる2万9923票を獲得したことが発表され、6月29日に行われる宝塚記念へ出走したが、最下位の14着に敗れる。また、レースより4日後の7月2日に右橈側手根骨々折が判明し療養に入った。その後回復し、11月6日に栗東トレーニングセンターへ帰厩した。

### 5歳
2009年は前年同様京都金杯から始動。1番人気に支持されたが4着に敗れた。その後、連覇がかかった京都記念に出走予定だったが、馬場入場後に故障を発症、競走除外となった。その後、長期休養に入る。

### 6歳
5月29日の金鯱賞で長期休養から復帰、道中は中団で待機するも直線で伸び切れずアーネストリーの5着に終わった。続く6月27日の福島テレビオープンでは好位追走から4コーナーで先頭に並びかけるも直線で伸びを欠き3着に終わった。その後、8月1日の小倉記念に出走予定だったが、馬場入場後に故障を発症し自身2度目の競走除外となった。8月29日の新潟記念では終始後方追走のまま17着と殿負けに終わった。9月2日付けで競走馬登録を抹消。優駿スタリオンステーションで種牡馬として繋養されることになった。

## 種牡馬時代
2014年に産駒がデビュー。2014年5月29日門別競馬第8競走・JRA認定アタックチャレンジでコンドルダンスが産駒初勝利をあげた。
2015年2月28日、左前脚を故障。その後経過観察を続けていたが回復しなかったため、3月3日に精密検査を行ったところ肩甲骨の粉砕骨折が判明、予後不良と診断され安楽死の処置が取られた。11歳没。
2022年にノボバカラ、アルクトスが種牡馬入りし、アドマイヤオーラのサイアーラインを繋いでいる。

### 中央・グレード級重賞優勝産駒
太字はGI級競走を表す。
- 2012年産
  - クロスクリーガー（2015年兵庫チャンピオンシップ、レパードステークス）
  - ノボバカラ（2016年かきつばた記念、プロキオンステークス、カペラステークス、2020年さきたま杯）
- 2015年産
  - アルクトス（2019年プロキオンステークス、2020年・2021年マイルチャンピオンシップ南部杯、2021年さきたま杯）

### 地方重賞優勝産駒
- 2013年産
  - サンエイホープ（2016年金杯）
- 2016年産
  - サクセッサー（2019年東京湾カップ）

### 母父としての主な産駒

#### 地方重賞優勝産駒
- 2017年産
  - ダルマワンサ（2020年岐阜金賞）
- 2019年産
  - イイネイイネイイネ（2022年MRO金賞、2025年くろゆり賞）

## 競走成績
以下の内容はnetkeiba.comの情報に基づく。
| 年月日 | 年月日 | 年月日 | 競馬場 | 競走名                 | 格   | 頭 数 | 枠 番 | 馬 番 | オッズ （人気） | 着順 | 騎手     | 斤量 | 距離（馬場）  | タイム （上り3F） | タイム 差 | 勝ち馬/（2着馬）       |
| 2006   | 11.    | 4      | 京都   | 2歳新馬                |      | 10    | 6     | 7     | 02.2（1人）     | 01着 | 武豊     | 55   | 芝1600m（良） | 1:37.2（33.8）    | -0.1      | （グッドラックアワー） |
|        | 12.    | 16     | 中京   | 中京2歳S               | OP   | 8     | 3     | 3     | 02.5（2人）     | 02着 | 武豊     | 55   | 芝1800m（良） | 1:47.9（33.5）    | 0.1       | ダイワスカーレット     |
| 2007   | 1.     | 8      | 京都   | シンザン記念           | GIII | 10    | 7     | 7     | 04.4（3人）     | 01着 | 岩田康誠 | 56   | 芝1600m（良） | 1:35.1（33.3）    | -0.2      | （ダイワスカーレット） |
|        | 3.     | 4      | 中山   | 弥生賞                 | GII  | 14    | 3     | 4     | 01.7（1人）     | 01着 | 武豊     | 56   | 芝2000m（良） | 2:00.5（34.8）    | 0.0       | （ココナッツパンチ）   |
|        | 4.     | 15     | 中山   | 皐月賞                 | GI   | 18    | 7     | 15    | 02.7（1人）     | 04着 | 武豊     | 57   | 芝2000m（良） | 2:00.1（33.9）    | 0.2       | ヴィクトリー           |
|        | 5.     | 27     | 東京   | 東京優駿               | GI   | 18    | 7     | 14    | 12.7（4人）     | 03着 | 岩田康誠 | 57   | 芝2400m（良） | 2:25.3（33.7）    | 0.8       | ウオッカ               |
|        | 12.    | 8      | 阪神   | 鳴尾記念               | GIII | 16    | 8     | 15    | 05.9（4人）     | 03着 | 安藤勝己 | 56   | 芝1800m（良） | 1:47.6（33.5）    | 0.1       | ハイアーゲーム         |
| 2008   | 1.     | 5      | 京都   | 京都金杯               | GIII | 16    | 8     | 16    | 02.8（1人）     | 02着 | 安藤勝己 | 57   | 芝1600m（良） | 1:33.6（33.6）    | 0.0       | エイシンデピュティ     |
|        | 2.     | 23     | 京都   | 京都記念               | GII  | 16    | 5     | 10    | 03.3（1人）     | 01着 | 安藤勝己 | 57   | 芝2200m（良） | 2:13.5（33.9）    | -0.2      | （アドマイヤフジ）     |
|        | 3.     | 29     | UAE    | ドバイデューティフリー | GI   | 16    | 5     |       |                 | 09着 | 安藤勝己 | 57   | 芝1777m（良） | 計測不能          |           | Jay Peg                |
|        | 5.     | 31     | 中京   | 金鯱賞                 | GII  | 17    | 7     | 13    | 03.4（1人）     | 06着 | 安藤勝己 | 58   | 芝2000m（稍） | 1:59.7（35.3）    | 0.6       | エイシンデピュティ     |
|        | 6.     | 29     | 阪神   | 宝塚記念               | GI   | 14    | 4     | 6     | 14.6（6人）     | 14着 | 安藤勝己 | 58   | 芝2200m（重） | 2:19.1（40.3）    | 3.8       | エイシンデピュティ     |
| 2009   | 1.     | 5      | 京都   | 京都金杯               | GIII | 16    | 1     | 1     | 03.6（1人）     | 04着 | 安藤勝己 | 58   | 芝1600m（良） | 1:33.4（34.6）    | 0.5       | タマモサポート         |
|        | 2.     | 21     | 京都   | 京都記念               | GII  | 13    | 5     | 6     |                 | 除外 | 安藤勝己 | 58   | 芝2200m（良） | 競走除外          |           | アサクサキングス       |
| 2010   | 5.     | 29     | 京都   | 金鯱賞                 | GII  | 14    | 8     | 13    | 17.8（8人）     | 05着 | 安藤勝己 | 57   | 芝2000m（良） | 2:00.3（34.2）    | 0.8       | アーネストリー         |
|        | 6.     | 27     | 福島   | 福島テレビオープン     | OP   | 16    | 4     | 8     | 02.3（1人）     | 03着 | 内田博幸 | 58   | 芝1800m（稍） | 1:48.3（36.5）    | 0.6       | バトルバニヤン         |
|        | 8.     | 1      | 小倉   | 小倉記念               | GIII | 18    | 5     | 9     |                 | 除外 | 安藤勝己 | 58   | 芝2000m（良） | 競走除外          |           | ニホンピロレガーロ     |
|        | 8.     | 29     | 新潟   | 新潟記念               | GIII | 17    | 6     | 12    | 24.1（9人）     | 17着 | 後藤浩輝 | 58   | 芝2000m（良） | 2:01.0（35.4）    | 2.6       | ナリタクリスタル       |

## 特徴
- 主に末脚を生かす形でレースをしている。勝負根性も持ち合わせているが、直線でヨレる悪癖があり、弥生賞では審議対象にもなっている。ダービーでも外から併せに行ったフサイチホウオーが伸びを欠くと、外に1頭だけ取り残される形になったアドマイヤオーラは左右に大きく斜行している。
- いわゆる“強い牝馬”の世代に生まれた馬であるが、同世代の牡馬の中で唯一ウオッカとダイワスカーレット両方に先着した馬でもある。

## 血統表
| アドマイヤオーラの血統        | アドマイヤオーラの血統                               | アドマイヤオーラの血統          | （血統表の出典）                | （血統表の出典） |
| 父系                          | サンデーサイレンス系                                 | サンデーサイレンス系            | サンデーサイレンス系            | [ § 2 ]          |
| 父 アグネスタキオン 1998 栗毛 | 父の父*サンデーサイレンス Sunday Silence 1986 青鹿毛 | Halo                            | Hail to Reason                  | Hail to Reason   |
| 父 アグネスタキオン 1998 栗毛 | 父の父*サンデーサイレンス Sunday Silence 1986 青鹿毛 | Halo                            | Cosmah                          |                  |
| 父 アグネスタキオン 1998 栗毛 | 父の父*サンデーサイレンス Sunday Silence 1986 青鹿毛 | Wishing Well                    | Understanding                   | Understanding    |
| 父 アグネスタキオン 1998 栗毛 | 父の父*サンデーサイレンス Sunday Silence 1986 青鹿毛 | Wishing Well                    | Mountain Flower                 |                  |
| 父 アグネスタキオン 1998 栗毛 | 父の母アグネスフローラ 1987 鹿毛                     | *ロイヤルスキー Royal Ski       | Raja Baba                       | Raja Baba        |
| 父 アグネスタキオン 1998 栗毛 | 父の母アグネスフローラ 1987 鹿毛                     | *ロイヤルスキー Royal Ski       | Coz o'Nijinsky                  |                  |
| 父 アグネスタキオン 1998 栗毛 | 父の母アグネスフローラ 1987 鹿毛                     | アグネスレディー                | *リマンド                       | *リマンド        |
| 父 アグネスタキオン 1998 栗毛 | 父の母アグネスフローラ 1987 鹿毛                     | アグネスレディー                | イコマエイカン                  |                  |
| 母 ビワハイジ 1993 青鹿毛     | 母の父Caerleon 1980 鹿毛                             | Nijinsky II                     | Northern Dancer                 | Northern Dancer  |
| 母 ビワハイジ 1993 青鹿毛     | 母の父Caerleon 1980 鹿毛                             | Nijinsky II                     | Flaming Page                    |                  |
| 母 ビワハイジ 1993 青鹿毛     | 母の父Caerleon 1980 鹿毛                             | Foreseer                        | Round Table                     | Round Table      |
| 母 ビワハイジ 1993 青鹿毛     | 母の父Caerleon 1980 鹿毛                             | Foreseer                        | Regal Gleam                     |                  |
| 母 ビワハイジ 1993 青鹿毛     | 母の母*アグサン Aghsan 1985 青毛                     | Lord Gayle                      | Sir Gaylord                     | Sir Gaylord      |
| 母 ビワハイジ 1993 青鹿毛     | 母の母*アグサン Aghsan 1985 青毛                     | Lord Gayle                      | Sticky Case                     |                  |
| 母 ビワハイジ 1993 青鹿毛     | 母の母*アグサン Aghsan 1985 青毛                     | Santa Luciana                   | Luciano                         | Luciano          |
| 母 ビワハイジ 1993 青鹿毛     | 母の母*アグサン Aghsan 1985 青毛                     | Santa Luciana                   | Suleika                         |                  |
| 母系(F-No.)                   | (FN:16-c)                                            | (FN:16-c)                       | (FN:16-c)                       | [ § 3 ]          |
| 5代内の近親交配               | Hail to Reason 4×5、Turn-to 5×5                      | Hail to Reason 4×5、Turn-to 5×5 | Hail to Reason 4×5、Turn-to 5×5 | [ § 4 ]          |
| 出典                          | 1. 2. 3. 4.                                          | 1. 2. 3. 4.                     | 1. 2. 3. 4.                     | 1. 2. 3. 4.      |

### 血統背景
- 母ビワハイジは阪神3歳牝馬ステークスの勝ち馬。

主な兄弟
- 半兄に菊花賞2着・京成杯を優勝したアドマイヤジャパン（父サンデーサイレンス）。
- 半妹に阪神ジュベナイルフィリーズ・桜花賞・優駿牝馬・ヴィクトリアマイル・天皇賞（秋）・ジャパンカップを優勝したブエナビスタ（父スペシャルウィーク）。
- 半弟にエプソムカップを優勝したトーセンレーヴ（父ディープインパクト）。
- 半妹に阪神ジュベナイルフィリーズを優勝したジョワドヴィーヴル（父ディープインパクト）。
- 半妹にフローラステークスを優勝したサングレアル（父ゼンノロブロイ）。

その他の近親
- 甥（サングレアル産駒）にブルーバードカップを優勝したメルキオル。
- 全妹アーデルハイトの孫にクイーンカップを優勝したエンブロイダリー。